# Way-ar Sangngern
Đây là tên người Thái Lan. Way-ar là tên riêng; Sangngern là họ.
Way-ar Sangngern (tiếng Thái: เวอาห์ แสงเงิน, phiên âm: Ve-a Xen-ngơn, sinh ngày 08 tháng 03 năm 1996) còn có nghệ danh là Joss (จอส), là một diễn viên và người mẫu người Thái Lan trực thuộc GMMTV. Anh được biết đến qua vai chính Neo trong 3 Will Be Free (2019). Mới đây nhất, anh có tham gia phim Friend Zone 2: Dangerous Area và Nabi, My Stepdarling.

## Tiểu sử và học vấn
Joss sinh ra tại huyện Thung Song, tỉnh Nakhon Si Thammarat, Thái Lan. Lúc 12 tuổi, anh theo học tại Trường Sarasas Witaed Saimai và học tại Trường Quốc tế Traill vào năm 15 tuổi. Anh tốt nghiệp cử nhân Khoa Nghệ thuật Truyền thông, Đại học Chulalongkorn.

## Điện ảnh

### Phim truyền hình
| Năm  | Tên phim                      | Vai                                 | Bạn diễn                       | Ghi chú           | Ref.   |
| ---- | ----------------------------- | ----------------------------------- | ------------------------------ | ----------------- | ------ |
| 2018 | Friend Zone                   | Safe                                |                                | Khách mời         | [ 5 ]  |
| 2019 | Wolf                          | Nhân viên pha chế                   |                                | Khách mời         | [ 5 ]  |
| 2019 | 3 Will Be Free                | Neo                                 |                                | Vai chính         | [ 6 ]  |
| 2019 | Game Rak Ao Keun              | Pongkul                             | Nune Woranuch Wongsawan        | Vai chính         | [ 7 ]  |
| 2020 | Friend Zone 2: Dangerous Area | Safe                                |                                | Vai chính         | [ 8 ]  |
| 2020 | Fai Sin Chua                  | Aekaong                             | Fon Sananthachat Thanapatpisal | Vai chính         | [ 9 ]  |
| 2021 | Nabi, My Stepdarling          | Kawin                               | Fah Yongwaree Anilbol          | Vai chính         |        |
| 2021 | The Player                    | Tim                                 | Jane Ramida Jiranorraphat      | Vai chính         |        |
| 2022 | Good Old Days                 | Bomb                                |                                | Vai chính         |        |
| 2022 | You Fight And I Love          | Chang                               | Love Pattranite Limpatiyakorn  | Vai chính         |        |
| 2022 | Mama Gogo                     | Kayu                                |                                | Vai chính         |        |
| 2023 | Midnight Museum               | Zen                                 |                                | Khách mời (tập 3) | [ 10 ] |
| 2023 | Loneliness Society            | "Thann" Saengsawang                 |                                | Vai chính         | [ 11 ] |
| 2025 | My Golden Blood               | "Mark" Amarittrakul / "Mark" Jensen | Gawin Caskey                   | Vai chính         | [ 12 ] |

### TV Show
| Năm  | Tên show                                         | Ghi chú                          | Ref.                        |
| ---- | ------------------------------------------------ | -------------------------------- | --------------------------- |
| 2015 | Talk with Toey Tonight                           | Khách mời (Tập 99)               | [ 13 ]                      |
| 2017 | Watching it in Shoryudo                          | Host chính                       |                             |
| 2017 | Watching it in Japan                             | Host chính                       |                             |
| 2018 | Watching it in Japan: Season 3                   | Host chính                       |                             |
| 2018 | Tred Tray Fest with Tay Tawan                    | Khách mời (Tập 9)                | [ 14 ]                      |
| 2018 | Cougar on the Prowl Season 2                     | Khách mời (Tập 10)               |                             |
| 2018 | Talk with Toey One Night                         | Khách mời (Tập 29)               |                             |
| 2018 | Watching it in Japan: Season 2                   | Host chính                       |                             |
| 2019 | School Rangers                                   | Khách mời (Tập 85-86)            | [ 15 ] [ 16 ]               |
| 2019 | Guess My Age                                     | Khách mời (Tập 209-210)          |                             |
| 2019 | Off Gun Fun Night Season 2                       | Khách mời (Tập 7)                |                             |
| 2019 | Arm Share                                        | Khách mời (Tập 7, 34, 47)        |                             |
| 2019 | Nung Na Rong: Interviews                         | Khách mời (3 Will Be Free)       |                             |
| 2020 | School Rangers                                   | Khách mời (Tập 133-134)          | [ 17 ] [ 18 ]               |
| 2020 | The Wall Song                                    | Khách mời (Tập 59)               |                             |
| 2020 | Superstar Pafin                                  | Khách mời (Tập 12)               |                             |
| 2020 | GoyNattyDream - Would You Love Us If We Love You | Khách mời (Tập 71)               |                             |
| 2020 | Fun Day                                          | Khách mời (Tập 4)                |                             |
| 2020 | Friend Drive                                     | Khách mời (Tập 19)               |                             |
| 2020 | Play Zone                                        | Khách mời (Tập 2)                |                             |
| 2020 | SosatSeoulsay                                    | Khách mời (Tập 47)               |                             |
| 2020 | Talk with Toey                                   | Khách mời (Tập 3, 18, 58)        |                             |
| 2021 | TOPTAPTALK                                       | Khách mời (Tập 17, 23)           |                             |
| 2021 | School Rangers                                   | Khách mời (Tập 161-162, 189-199) | [ 19 ] [ 20 ] [ 21 ] [ 22 ] |
| 2022 | Good Old Days: Special Interview                 | Khách mời                        |                             |
| 2022 | Super Match                                      | Khách mời (Tập 11)               |                             |
| 2022 | School Rangers                                   | Khách mời (Tập 226-227)          | [ 23 ]                      |
| 2024 | Pepsi Friend Feast Guide with Gemini-Fourth      | Tập 18                           |                             |
| 2025 | Good Bye                                         | Tập 20                           |                             |
| 2025 | 3Fight3 Basket Boy                               | Team Black                       |                             |

### Xuất hiện trong video ca nhạc
| Năm  | Bài hát    | Nghệ sĩ                   | Hãng đĩa      | Ghi chú                     | Tham khảo |
| ---- | ---------- | ------------------------- | ------------- | --------------------------- | --------- |
| 2025 | Just You   | Joss Way-ar               | GMMTV Records | Nhạc phim "My Golden Blood" | [ 24 ]    |
| 2025 | Ever After | Joss Way-ar, Gawin Caskey | GMMTV Records | Nhạc phim "My Golden Blood" | [ 25 ]    |

## Chuyến lưu diễn
| Năm  | Tên                        | Ghi chú                                                           | Ref.   |
| ---- | -------------------------- | ----------------------------------------------------------------- | ------ |
| 2025 | GMMTV FANDAY 21 IN VIETNAM | Cùng với Gawin Caskey tại Nhà hát Quân đội, Thành phố Hồ Chí Minh | [ 26 ] |